# Urgleptes bimaculatus
Urgleptes bimaculatus là một loài bọ cánh cứng trong họ Cerambycidae.